# Helga Trümper
Helga Trümper-Kirmaier (* 6. März 1936) ist eine deutsche Schauspielerin und Synchronsprecherin.

## Karriere
Nachdem sie in einigen Produktionen der Lisa Film unter anderem Angelica Ott, der Ehefrau des Produzenten Karl Spiehs, ihre Stimme lieh (so für Wenn du bei mir bist), ist sie seit den 1970er Jahren die deutsche Stimme von zahlreichen internationalen Darstellerinnen: Catherine Deneuve (in Das Geheimnis der falschen Braut und zehn weiteren Filmen), Faye Dunaway (in Reise der Verdammten, Barfly, Die Geschichte der Dienerin und sechs weiteren Filmen), Stéphane Audran, Lois Maxwell, Jacqueline Bisset, Annie Girardot, Gena Rowlands, Nicole Garcia, Raquel Welch, Ursula Andress, Julie Christie (Wenn die Gondeln Trauer tragen) sowie Janet Munro (Der Tag, an dem die Erde Feuer fing).
Dem Fernsehpublikum ist sie vor allem als Anne Schedeens Stimme (Kate Tanner) in Alf bekannt.
Zudem war sie in Werbespots von „Tina“, „Vizir“, „Dato“, „Ritter Sport“ und „Apollinaris Apfelschorle“ zu hören.
Als Schauspielerin wirkte sie in dem Fernsehfilm Daphnis und Chloe (1957) und in den TV-Serien Ein Haus für uns (1977), Goldene Zeiten – Bittere Zeiten (1981), Polizeiinspektion 1 (1982) sowie in der ZDF-Gerichtsshow Wie würden Sie entscheiden? (1982/1983) mit.
In den 1980er Jahren führte sie zudem bei einigen Hörspielen Regie, u. a. für die Trixie-Belden-Reihe des Labels Schneider Ton und die Knax-Hörspiele der Sparkasse. In einigen Produktionen ist sie auch als Sprecherin zu hören.

## Privates
Helga Trümper war Ende der fünfziger Jahre kurzzeitig mit dem deutschen Comiczeichner Rolf Kauka (1917–2000) liiert.

## Synchronrollen (Auswahl)
Jacqueline Bisset
- 1967: Casino Royale als Miss Goodthighs
- 1973: Belmondo – Der Teufelskerl als Tatiana/Christine
- 1980: Der Tag, an dem die Welt unterging als Kay Kirby
- 1993: Crime Broker – Ein heißkaltes Paar als Holly McPhee
- 2000: Britannic als Lady Lewis

Julie Andrews
- 1979: Die Muppet Show als Julie Andrews
- 2001: Caroline in the City als Julie Andrews

### Filme
- 1970: Für Janet Munro in Der Tag, an dem die Erde Feuer fing als Jeannie Craig
- 1974: Für Julie Christie in Wenn die Gondeln Trauer tragen als Laura
- 1974: Für Maud Adams in Der Mann mit dem goldenen Colt als Andrea
- 1975: Für Claire Bloom in Rampenlicht als Thereza
- 1976: Für Lorenza Guerrieri in Michael Strogoff als Nadia Fedor
- 1978: Für Rita Johnson in Der große Edison als Mary Stilwell
- 2001: Für Kathy Baker in The Glass House als Nancy Ryan
- 2009: Für Mary Anne McGarry in (Traum)Job gesucht als Barbara Snaff

### Serien
- 1986–1990: Für Anne Schedeen in Alf als Kate Tanner
- 1988: Für Ursula Andress in Falcon Crest als Madame Malec
- 1995: Für Barbara Babcock in Cheers als Lana Marshall
- 1996: Für Judy Geeson in Verrückt nach dir als Maggie Conway